# 99센트 온리 스토어

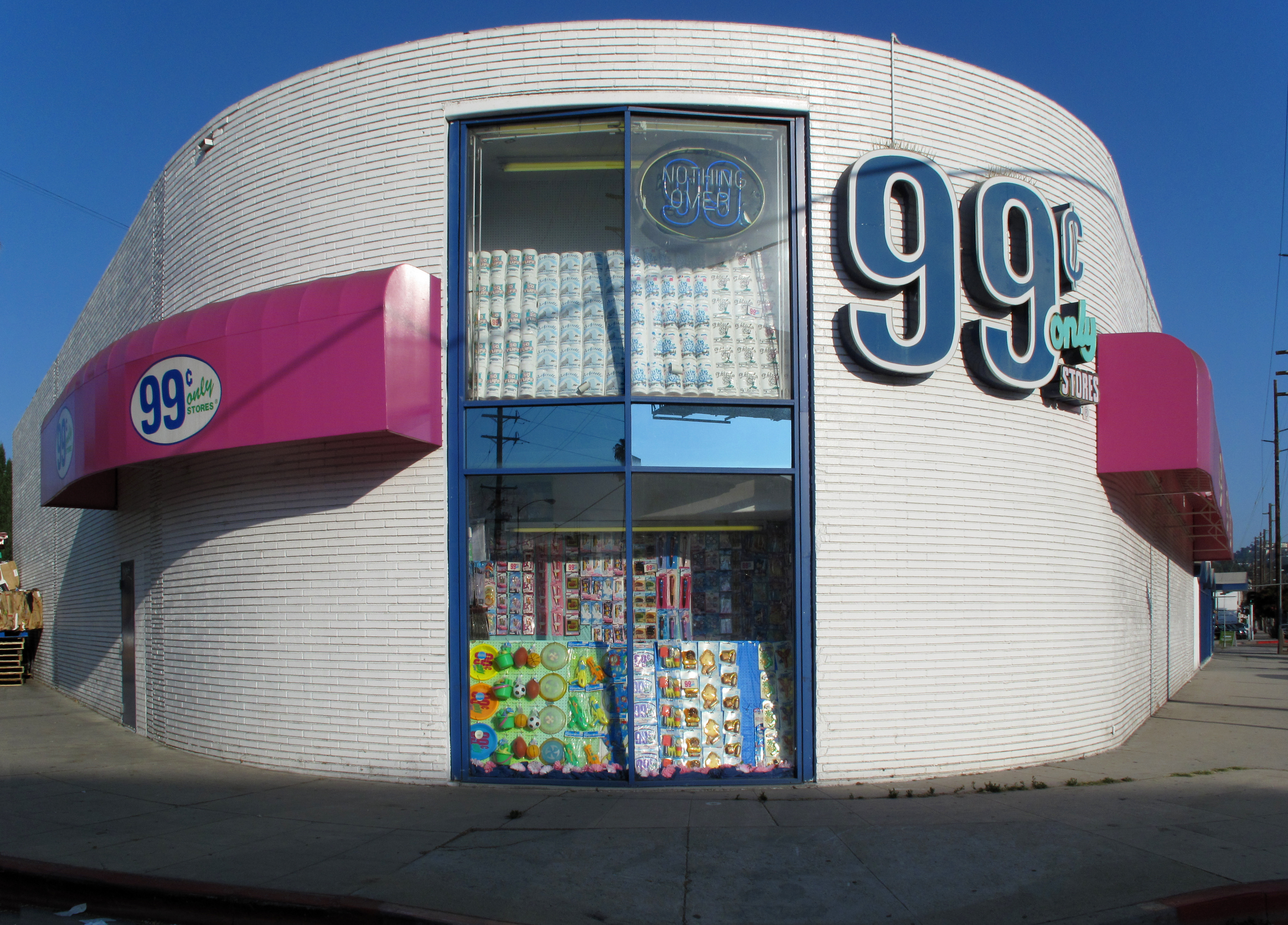
99센트 온리 스토어

99센트 온리 스토어(99 Cents Only Stores)는 미국의 생활용품 운영하는 기업이다. 1982년 로스앤젤러스에서 설립하였다. 미국 내에 394개 지점이 있다. 99 Cents Only Stores는 4월 5일부터 미국 내 371개 매장을 모두 폐쇄하는 순차적인 폐쇄를 발표했다.
본사는 미국 캘리포니아주 커머스에 있다.